# Danh sách tướng lĩnh Quân lực Việt Nam Cộng hòa cải tạo
Sau sự kiện 30 tháng 4 năm 1975, chính quyền mới là chính phủ lâm thời Cộng hòa Miền Nam Việt Nam tạm thời ổn định tình hình an ninh trật tự trên toàn miền Nam dưới chế độ "quân quản". Hơn một tháng sau, chính quyền này đã ra lệnh cho tất cả các cựu quân nhân, công chức và thành phần bán quân sự thuộc chế độ Việt Nam Cộng hòa từ binh sĩ đến sĩ quan các cấp, từ công chức ngoại ngạch đến các cấp công chức chính ngạch, cảnh sát quốc gia các cấp và bộ phân xây dựng nông thôn phải ra trình diện Ủy ban quân quản của các đơn vị hành chính từ cấp địa phương đến cấp quận, huyện, tỉnh và thành phố (gọi chung là ra "trình diện cách mạng") với mục tiêu học tập chính sách của chính quyền mới và chỉ phải học trong một thời gian ngắn.
Tuy nhiên, thời gian học tập từ 5 đến 10 ngày chỉ áp dụng cho các binh sĩ, hạ sĩ quan, công chức và cảnh sát hạng thấp, được coi là không gây nhiều nguy cơ đe dọa an ninh đối với chính quyền mới. Hầu hết các sĩ quan từ cấp tá đến cấp tướng, một số công chức, cảnh sát cấp trung và cao bị cho là thành phần có nợ máu với nhân dân sẽ phải đi học tập cải tạo lâu hơn. Ngoài ra, còn xét lý lịch đối với những người trong gia tộc có các đời cha và ông đã từng là quan chức phục vụ cho các chế độ nước ngoài mà được gọi là "thực dân Pháp, Mỹ xâm lược" và "ngụy quân, ngụy quyền". 
Trong thành phần kể trên, có những người được trả tự do sau một thời gian ngắn (từ 6 tháng đến dưới 3 năm) nếu chức vụ không quá cao, hoặc xét thấy có chuyển biến tốt về lập trường tư tưởng. Số còn lại từ 3 năm trở lên, lâu nhất là 17 năm. Có một số được trả về nhưng bị bắt trở lại với nhiều lý do như bị kết án phạm pháp, kích động bạo loạn, gián điệp. Các thành phần vừa nói phải tập trung tại các trại cải tạo lao động được lập ra trên toàn đất nước từ Nam ra đến Bắc. Chính quyền mới coi đây là biện pháp để đảm bảo an ninh, tránh nguy cơ mất an ninh, gián điệp từ quan chức chế độ cũ.
Có những tù nhân cấp cao của chính quyền chế độ cũ bị giam giữ với thời gian dài, gồm số sĩ quan các cấp tá và tướng của Việt nam Cộng hòa. Thành phần sĩ quan cao cấp là cấp tá và tướng bị giam giữ với thời gian lâu nhất. Có tướng lĩnh đã bị chính chế độ Việt Nam Cộng hòa giam giữ từ trước đó (do bị kết án âm mưu đảo chính). Cũng có người bị bệnh nặng nên được ra trại sớm, chỉ bị quản thúc tại gia.
Sau đây là danh sách 38 cựu tướng lĩnh Việt Nam Cộng hòa gồm 7 Trung tướng, 11 Thiếu tướng và 20 Chuẩn tướng đã từng đi học tập cải tạo (bao gồm cải tạo tư tưởng và lao động trong trại).

## Danh sách
| Stt | Họ và tên                       | Cấp bậc     | Thời gian cải tạo | Chú thích |
| --- | ------------------------------- | ----------- | ----------------- | --- |
| 1   | Nguyễn Hữu Có (1925-2012)       | Trung tướng | 5/1975-9/1987     | Cựu phó Thủ tướng kiêm Tổng trưởng Quốc phòng, giải ngũ năm 1967. Ngày 28-4-1975 tái ngũ với cấp bậc cũ giữ chức Phụ tá Tổng trưởng Quốc phòng và Cố vấn Tổng tham mưu trưởng. |
| 2   | Dương Văn Đức (1925-2000)       | Trung tướng | 5/1975-9/1987     | Cựu Tư lệnh Quân đoàn IV, giải ngũ cuối năm 1964. |
| 3   | Lê Văn Kim (1918-1987)          | Trung tướng | 1975-1982         | Cựu Phụ tá Tổng tư lệnh Quân lực VNCH, giải ngũ giữa năm 1965. |
| 4   | Nguyễn Vĩnh Nghi (1932)         | Trung tướng | 4/1975-2/1988     | Nguyên Tư lệnh phó kiêm Tư lệnh Tiền phương Quân đoàn III. Là tướng lãnh có cấp bậc cao nhất bị đối phương bắt tại mặt trận. |
| 5   | Lâm Thành Nguyên (1904-1977)    | Trung tướng | 1975-1977         | Cựu Tư lệnh Quân đội Vũ trang Giáo phái Hòa Hảo, sau phục vụ Quân đội Quốc gia, giải ngũ năm 1955. Từ trần năm 1977 trong khi bị Chính quyền Cách mạng cầm tù ở Đề lao Chí Hòa. |
| 6   | Lâm Văn Phát (1920-1998)        | Trung tướng | 4/1975-8/1986     | Cựu Tổng trưởng Nội vụ, giải ngũ cuối năm 1965. Ngày 29-4-1975 tái ngũ được thăng cấp Trung tướng giữ chức Tư lệnh Biệt khu Thủ đô. |
| 7   | Nguyễn Văn Vỹ (1916-1981)       | Trung tướng | 5/1975-5/1979     | Cựu Tổng trưởng Quốc phòng, giải ngũ năm 1973, Sau 30/4/1975 bị Chính quyền Cách mạng bắt ở tù đến cuối năm 1975, lâm trọng bệnh được điều trị ở Bệnh viện Saint Paul, Sài Gòn trong tình trạng bị quản thúc cho đến tháng 5 năm 1979, nhờ sự can thiệp của Thứ trưởng Quốc phòng Pháp, ông được trả tự do và xuất cảnh sang Pháp điều trị bệnh. |
| 8   | Nguyễn Chấn Á (1922-1998)       | Thiếu tướng | 5/1975-2/1988     | Nguyên Cố vấn Tổng cục Chiến tranh Chính trị. |
| 9   | Huỳnh Văn Cao (1927-2013)       | Thiếu tướng | 5/1975-9/1987     | Cựu Tư lệnh Quân đoàn I, giải ngũ năm 1966. |
| 10  | Văn Thành Cao (1924-2022)       | Thiếu tướng | 5/1975-2/1988     | Nguyên Tổng cục phó Tổng cục Chiến tranh Chính trị. |
| 11  | Trần Văn Chơn (1920-2019)       | Thiếu tướng | 5/1975-9/1987     | Cựu Tư lệnh Hải quân, giải ngũ cuối năm 1974. Là tướng lĩnh Hải quân duy nhất không di tản sau ngày 30 tháng 4. |
| 12  | Trần Bá Di (*) (1931-2018)      | Thiếu tướng | 5/1975-5/1992     | Nguyên Chỉ huy trưởng Trung tâm Huấn luyện Quốc gia Quang Trung. |
| 13  | Lê Minh Đảo (*) (1933-2020)     | Thiếu tướng | 5/1975-5/1992     | Nguyên Tư lệnh Sư đoàn 18 Bộ binh. |
| 14  | Đỗ Kế Giai (*) (1929-2016)      | Thiếu tướng | 5/1975-5/1992     | Nguyên Chỉ huy trưởng Bộ chỉ huy Trung ương Binh chủng Biệt động quân. |
| 15  | Vũ Ngọc Hoàn (1922-1993)        | Thiếu tướng | 1975-1980         | Nguyên Phó Tổng thanh tra Quân lực VNCH. |
| 16  | Đoàn Văn Quảng 1923-1984)       | Thiếu tướng | 5/1975-3/1984     | Nguyên Phụ tá Tham mưu trưởng Bộ Tổng tham mưu. Từ trần năm 1984 trong trại tù Nam Hà, miền Bắc. |
| 17  | Nguyễn Thanh Sằng (1926-2005    | Thiếu tướng | 5/1975-9/1987     | Cựu Tư lệnh phó kiêm Tư lệnh Tiền phương Quân đoàn IV, giải ngũ năm 1973. |
| 18  | Nguyễn Xuân Trang (1924-2015)   | Thiếu tướng | 5/1975-9/1987     | Nguyên Tham mưu phó Bộ Tổng tham mưu. |
| 19  | Lý Tòng Bá (1931-2015)          | Chuẩn tướng | 4/1975-2/1988     | Nguyên Tư lệnh Sư đoàn 25 Bộ binh. |
| 20  | Trần Văn Cẩm (1930-2021)        | Chuẩn tướng | 4/1975-2/1988     | Nguyên Phụ tá Hành quân Tư lệnh Quân đoàn II. |
| 21  | Vũ Văn Giai (1934-2012)         | Chuẩn tướng | 5/1975-9/1987     | Cựu Tư lệnh Sư đoàn 3 Bộ binh. Đang thụ án của Tòa án binh QL VNCH tại Đề lao Chí Hòa đã được 3 năm, tiếp tục bị tù bởi Chính quyền Cách mạng. |
| 22  | Hồ Trung Hậu (1931-1995)        | Chuẩn tướng | 5/1975-2/1988     | Nguyên Chánh Thanh tra Quân đoàn III. |
| 23  | Lý Bá Hỷ (1923-2015)            | Chuẩn tướng | 5/1975-2/1988     | Nguyên Tư lệnh phó Biệt khu Thủ Đô. |
| 24  | Trần Quang Khôi (*) (1930-2023) | Chuẩn tướng | 5/1975-5/1992     | Nguyên Tư lệnh Lữ đoàn 3 Kỵ binh. |
| 25  | Huỳnh Văn Lạc (1927)            | Chuẩn tướng | 5/1975-2/1988     | Nguyên Tư lệnh Sư đoàn 9 Bộ binh. |
| 26  | Trần Quốc Lịch (1935-2021)      | Chuẩn tướng | 5/1975-2/1988     | Cựu Chánh Thanh tra Quân đoàn IV. Đang thụ án của Tòa án binh QL VNCH tại Đề lao Chí Hòa từ cuối năm 1974, tiếp tục bị tù bởi Chính quyền Cách mạng. |
| 27  | Bùi Văn Nhu (1920-1984)         | Chuẩn tướng | 5/1975-3/1984     | Nguyên Tư lệnh phó Cảnh Sát Quốc Gia. Từ trần năm 1984 trong trại tù Nam Hà, miền Bắc. |
| 28  | Phan Xuân Nhuận (1916-?)        | Chuẩn tướng | 5/1975-9/1987     | Cựu Tư lệnh Sư đoàn 1 Bộ binh, giải ngũ năm 1966. |
| 29  | Phạm Ngọc Sang (*) (1931-2002)  | Chuẩn tướng | 4/1975-2/1992     | Nguyên Tư lệnh Sư đoàn 6 Không quân. |
| 30  | Phạm Duy Tất (*) (1934-2019)    | Chuẩn tướng | 5/1975-2/1992     | Nguyên Phụ tá Tư lệnh Quân đoàn II kiêm Chỉ huy trưởng Biệt động quân Quân khu 2. |
| 31  | Phạm Hà Thanh (1926)            | Chuẩn tướng | 1975-1977         | Nguyên Cục trưởng Cục Quân y. |
| 32  | Lê Văn Thân (*) (1932-2005)     | Chuẩn tướng | 5/1975-5/1992     | Nguyên Tư lệnh phó Lãnh thổ Quân khu 2. |
| 33  | Phan Đình Thứ (1919-2002)       | Chuẩn tướng | 5/1975-9/1988     | Cựu Tư lệnh phó Quân đoàn II, giải ngũ năm 1973. |
| 34  | Lê Trung Trực (1927-2002)       | Chuẩn tướng | 5/1975-3/1983     | Nguyên Chỉ huy phó trường Cao đẳng Quốc phòng. |
| 35  | Mạch Văn Trường (*) (1936-2021) | Chuẩn tướng | 5/1975-2/1992     | Nguyên Tư lệnh Sư đoàn 21 Bộ binh. |
| 36  | Lê Văn Tư (1931-2021)           | Chuẩn tướng | 5/1975-2/1988     | Cựu Tư lệnh Sư đoàn 25 Bộ binh. Đang thụ án của Tòa án binh QL VNCH từ cuối năm 1974, tiếp tục bị tù bởi Chính quyền Cách mạng. |
| 37  | Lê Trung Tường (1927-2009)      | Chuẩn tướng | 5/1975-2/1988     | Cựu Tư lệnh Sư đoàn 23 Bộ binh, nguyên Tham mưu trưởng Quân đoàn III. |
| 38  | Chung Tấn Phát (1932-2021)      | Chuẩn tướng | 1975-1988         | Nguyên Chánh văn phòng Thủ tướng Vũ Văn Mẫu |